# Китти Карлайл
Китти Карлайл (англ. Kitty Carlisle, 3 сентября 1910 — 17 апреля 2007) — американская актриса и певица, которая на протяжении двадцати лет была членом Нью-Йоркского государственного совета искусств.

## Биография
Китти Карлайл, урождённая Кэтрин Конн (англ. Catherine Conn), родилась в Новом Орлеане 3 сентября 1910 года в семье еврейских выходцев из Германии. Её отец, доктор Джозеф Конн, был гинекологом, и умер, когда Кэтрин было 10 лет. Мать будущей актрисы, Хортенз Холтцман Кон, была дочерью мэра городка Шривпорт.
Начальное образование она получила в Новом Орлеане, а в 1921 году мать отправила её учиться в Европу, где надеялась что дочь вдобавок найдёт себе мужа из местной аристократии. Замуж Кэтрин там так и не вышла, зато получила отличное образование. Она обучалась вначале в Швейцарии в Шато-Мон-Шози, близ Лозанны, затем в Сорбонне и Лондонской школе экономики. Во время обучения в Лондоне Кэтрин также изучала актёрское мастерство в Королевской академии драматического искусства.
После возврата в Нью-Йорк в 1932 году она дебютировала на Бродвее под псевдонимом Китти Карлайл в нескольких опереттах и музыкальных комедиях. Спустя пару лет состоялся её кинодебют в фильме «Тщеславное убийство» (1934). Далее последовали роли в фильмах «Она меня не любит» (1934) и «Здесь моё сердце» (1934) с Бингом Кросби в главных ролях, а также появление в музыкальной комедии «Вечер в опере» с участием братьев Маркс.
В августе 1946 Карлайл вышла замуж за театрального продюсера Мосса Харта, от которого родила двоих детей. Их брак продлился до смерти Харта от сердечного приступа в 1961 году. После этого она больше ни разу не была замужем, хотя в 1971 году встречалась с бывшим губернатором штата Нью-Йорк Томасом Э. Дьюи и дело близилось к помолвке, но он внезапно умер от инфаркта миокарда в марте того же года.
Популярности Китти также добавило участие в телевизионной игре «Скажите правду», где она была одной из ведущих с 1957 по 1978 год. Позже она ещё несколько раз возвращалась в показ: в 1980, 1990, 1991 и 2000 году.
31 декабря 1966 года Китти Карлайл дебютировала на сцене Метрополитен-опера в оперетте Иоганна Штрауса «Летучая мышь». В том сезоне она 10 раз появилась в этой постановке, после чего вернулась ещё для нескольких выступлений в 1973 году.
На большом экране Карлайл появилась ещё трижды: в 1987 году в фильме Вуда Аллена «Дни радио», в 1993 в «Шести степенях отчуждения» и в последний раз в 2002 году в драме Стивена Спилберга «Поймай меня, если сможешь», где она сыграла саму себя.
Китти Карлайл также известна своей общественной деятельностью. Она часто посещала различные государственные и общественные советы, а с 1976 по 1996 год была членом Нью-Йоркского государственного совета искусств.
Последний раз на публике она появилась в ноябре 2006 года, после чего начавшаяся у актрисы пневмония сильно ослабила её здоровье и она провела свои последние месяцы жизни дома. Китти Карлайл скончалась 17 апреля 2007 года от сердечной недостаточности в своём доме в Нью-Йорке на 97 году жизни.